# Agoniates halecinus
Espèce
Statut de conservation UICN

 LC  : Préoccupation mineure
Agoniates halecinus est une espèce de poissons d'eau douce de la famille des Triportheidae.

## Répartition
Ce taxon se rencontre au Brésil, en Colombie, au Guyana et au Venezuela.

## Description
Agoniates halecinus peut mesurer jusqu'à 268 mm de longueur totale, pour un poids maximal de 115 g.

## Classification
Le nom valide complet (avec auteur) de ce taxon est Agoniates halecinus Müller & Troschel, 1845,.

### Publication originale
- (la + de) Johannes Müller et Franz Hermann Troschel, Horae Ichthyologicae. Beschreibung und Abbildung neuer Fische. Die Familie der Characinen. Erstes und Zweites Heft, vol. 1-2, Berlin, Veit & Comp., 1845, 40 p. (lire en ligne), p. 33-34.